# 구명정 (소설)

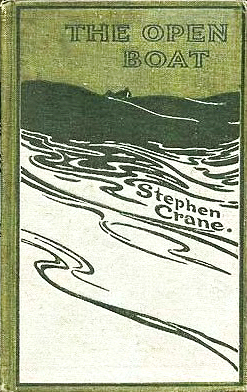

구명정 (소설) ( 영어: The Open Boat ) 은 미국 소설가인 스티븐 크레인의 단편 소설이다. 1897년에 초판이 나왔으며, 그가 신문사의 특파원으로 재직 중 쿠바에 배를 타고 여행중 난파되었으나 가까스로 생존한 이야기를 담고 있다.